# جون سامبسون
جون سامبسون (بالإنجليزية: John Sampson)‏ هو موسيقي بريطاني، ولد في 18 أبريل 1955.